# مانوگای
مانوگای (به لاتین: Mano Gai) یک منطقهٔ مسکونی در افغانستان است که در ولسوالی دره‌پیچ واقع شده‌است.